# Dekanat stołpecki (eparchia mołodeczańska)
Dekanat stołpecki – jeden z dwunastu dekanatów wchodzących w skład eparchii mołodeczańskiej Egzarchatu Białoruskiego Patriarchatu Moskiewskiego.

## Parafie w dekanacie
- Parafia Opieki Matki Bożej w Ataleziu
  - Cerkiew Opieki Matki Bożej w Ataleziu
- Parafia św. Michała Archanioła w Bielkowszczyźnie
  - Cerkiew św. Michała Archanioła w Bielkowszczyźnie
- Parafia Opieki Matki Bożej w Lubkowszczyźnie
  - Cerkiew Opieki Matki Bożej w Lubkowszczyźnie
- Parafia św. Mikołaja Cudotwórcy w Mikołajewszczyźnie
  - Cerkiew św. Mikołaja Cudotwórcy w Mikołajewszczyźnie
- Parafia św. Michała Archanioła w Nalibokach
  - Cerkiew św. Michała Archanioła w Nalibokach
- Parafia Świętych Męczennic Wiary, Nadziei, Miłości i ich matki Zofii w Opieczkach
  - Cerkiew Świętych Męczennic Wiary, Nadziei, Miłości i ich matki Zofii w Opieczkach
- Parafia Opieki Matki Bożej w Osipowszczyźnie
  - Cerkiew Opieki Matki Bożej w Osipowszczyźnie
- Parafia św. Mikołaja Cudotwórcy w Rubieżewiczach
  - Cerkiew św. Mikołaja Cudotwórcy w Rubieżewiczach
- Parafia św. Jerzego Zwycięzcy w Słobódce
  - Cerkiew św. Jerzego Zwycięzcy w Słobódce
- Parafia św. Anny w Stołpcach
  - Cerkiew św. Anny w Stołpcach
- Parafia św. Jerzego Zwycięzcy w Stołpcach
  - Cerkiew św. Jerzego Zwycięzcy w Stołpcach
- Parafia Zmartwychwstania Pańskiego w Stołpcach
  - Cerkiew Zmartwychwstania Pańskiego w Stołpcach
- Parafia Soboru Wszystkich Świętych Białorusi w Szaszkach
  - Cerkiew Soboru Wszystkich Świętych Białorusi w Szaszkach
- Parafia Zaśnięcia Najświętszej Maryi Panny w Świerżeniu Nowym
  - Cerkiew Zaśnięcia Najświętszej Maryi Panny w Świerżeniu Nowym
- Parafia Narodzenia Najświętszej Maryi Panny w Świerżeniu Starym
  - Cerkiew Narodzenia Najświętszej Maryi Panny w Świerżeniu Starym
- Parafia Ikony Matki Bożej „Niewyczerpany Kielich” w Wielkim Dworze
  - Cerkiew Ikony Matki Bożej „Niewyczerpany Kielich” w Wielkim Dworze
- Parafia św. Jana Chrzciciela w Wiśniowcu
  - Cerkiew św. Jana Chrzciciela w Wiśniowcu
- Parafia św. Jerzego Zwycięzcy w Załużu
  - Cerkiew św. Jerzego Zwycięzcy w Załużu
- Parafia Narodzenia św. Jana Chrzciciela w Zasuliu
  - Cerkiew Narodzenia św. Jana Chrzciciela w Zasuliu

## Galeria

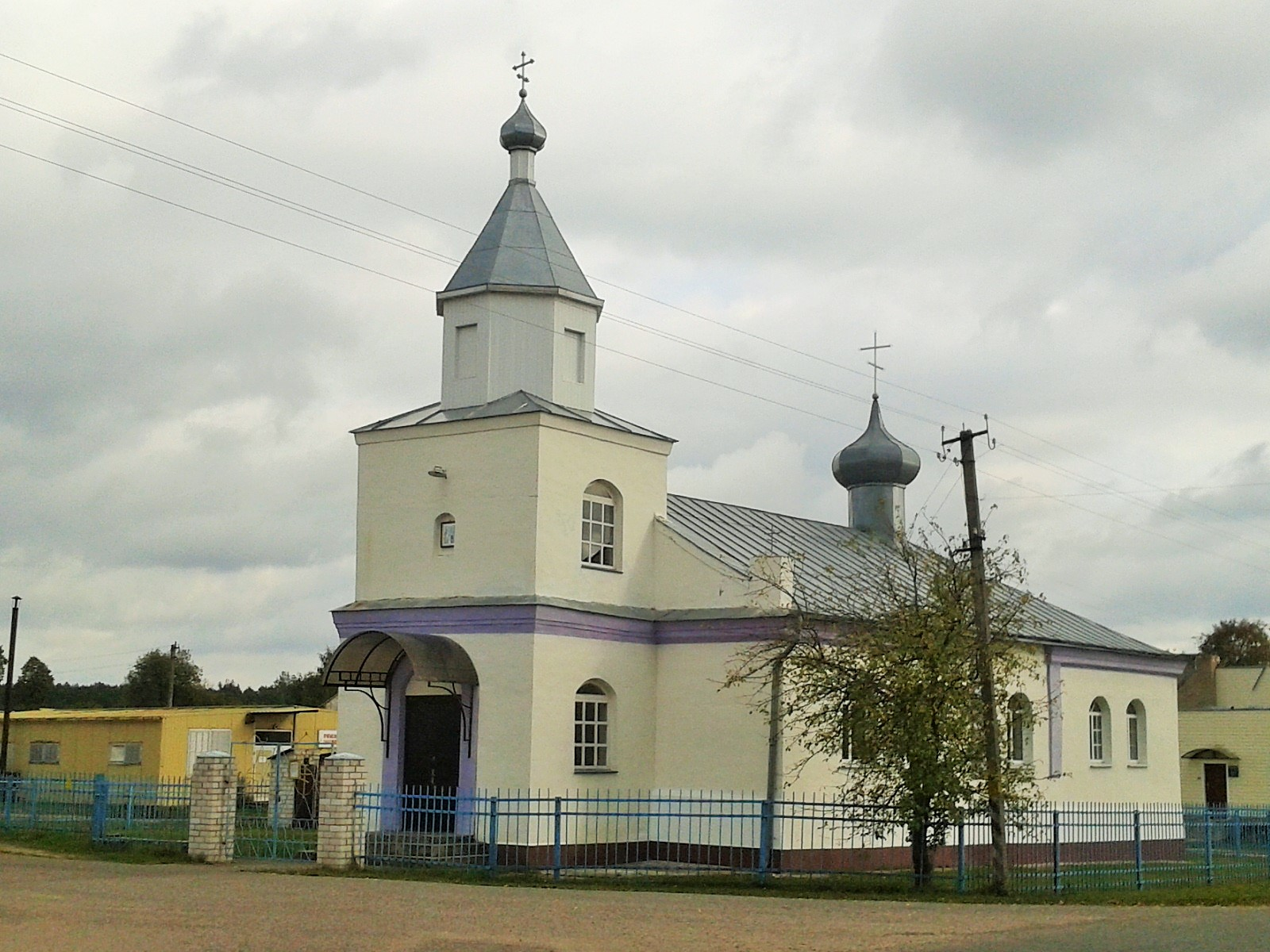
Cerkiew św. Mikołaja Cudotwórcy w Mikołajewszczyźnie
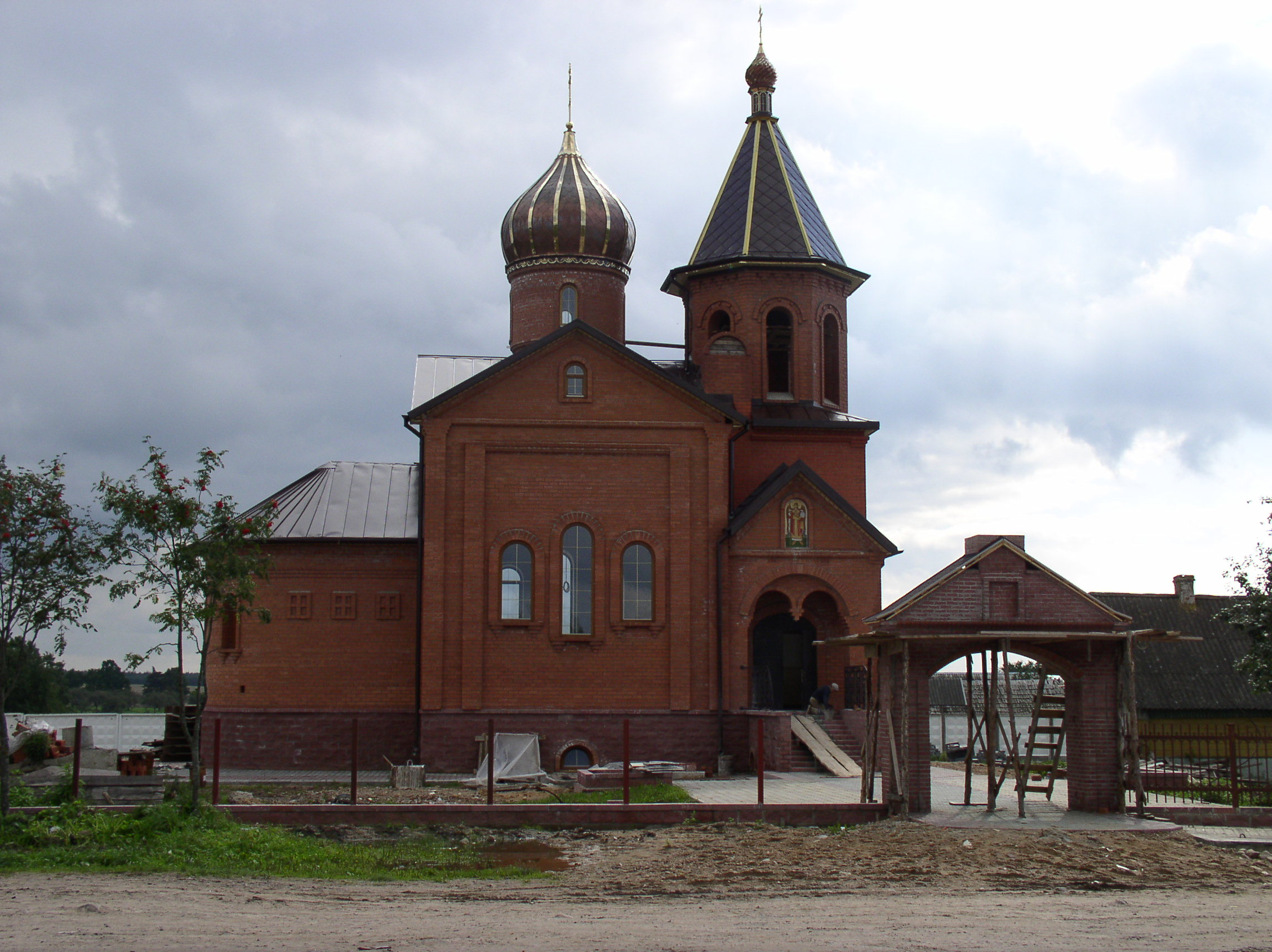
Cerkiew św. Michała Archanioła w Nalibokach
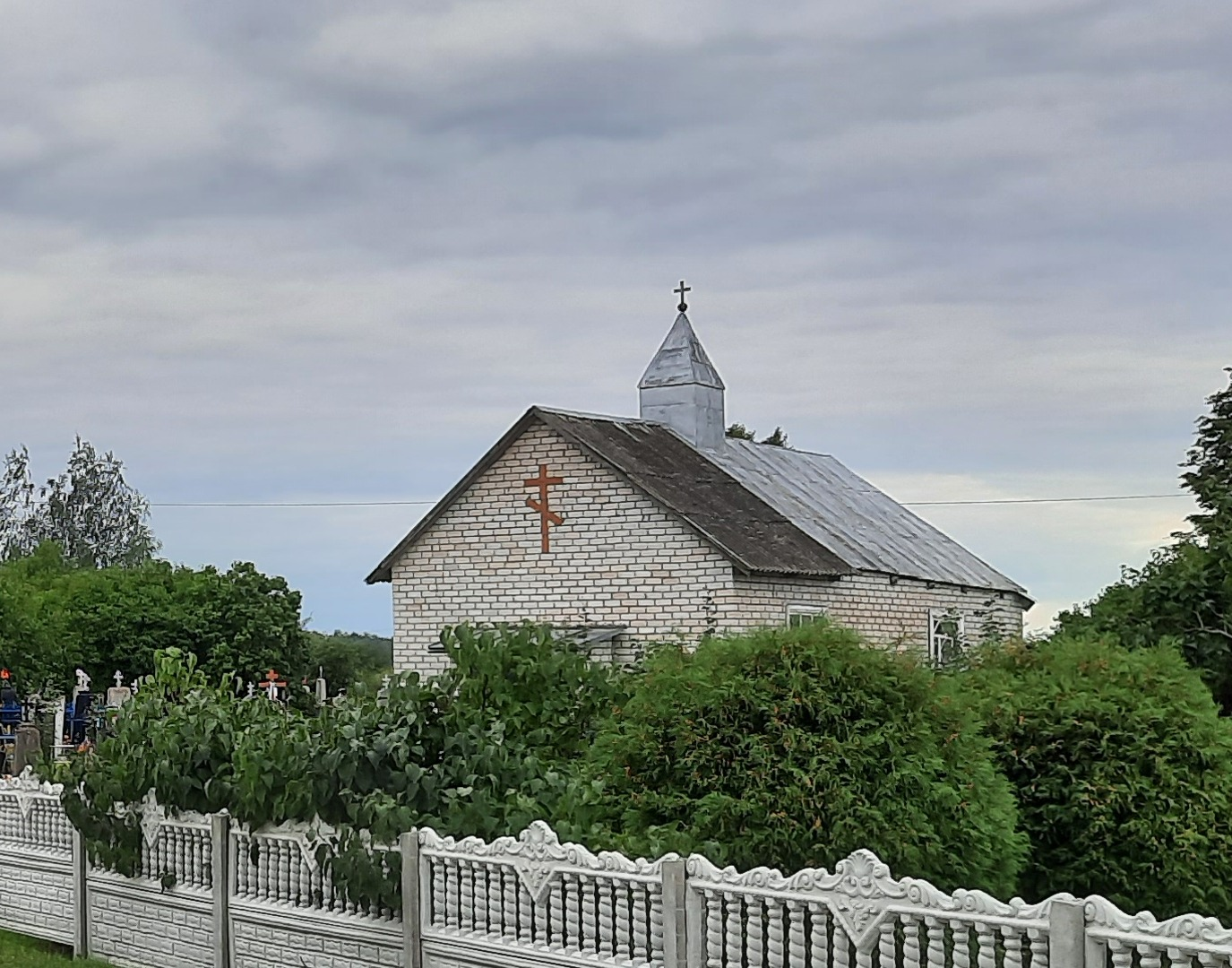
Cerkiew Opieki Matki Bożej w Osipowszczyźnie
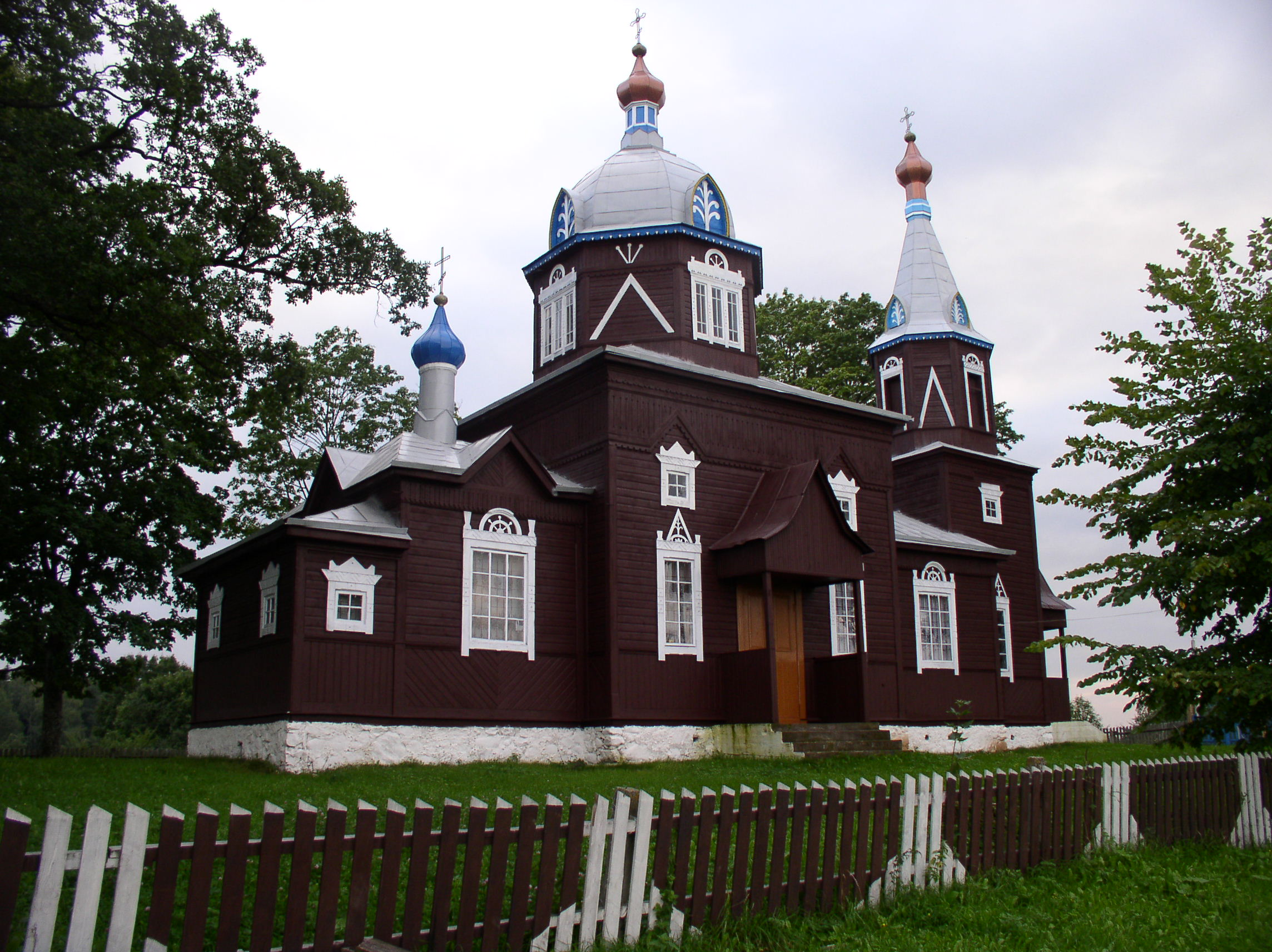
Cerkiew św. Jerzego Zwycięzcy w Słobódce
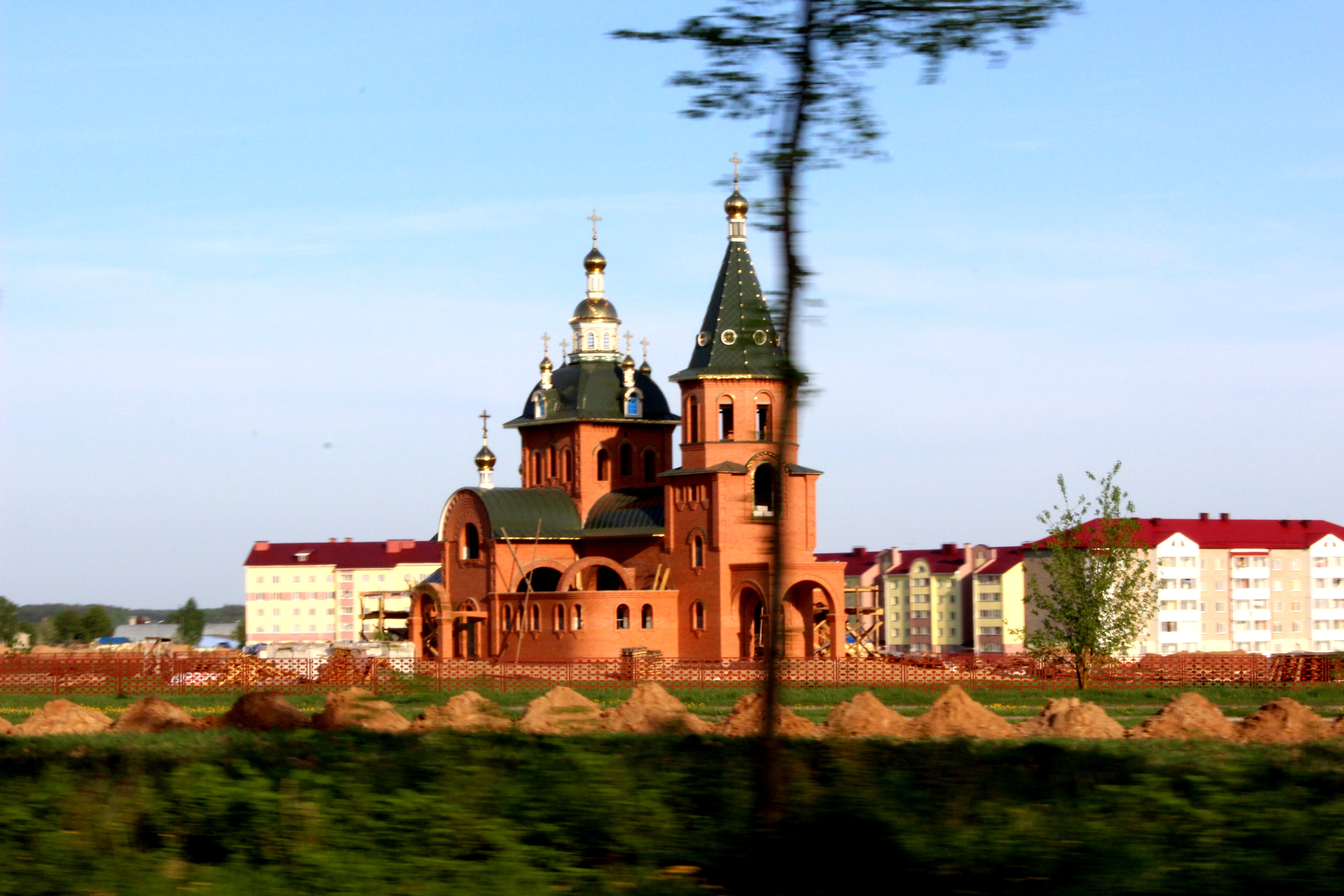
Cerkiew Zmartwychwstania Pańskiego w Stołpcach
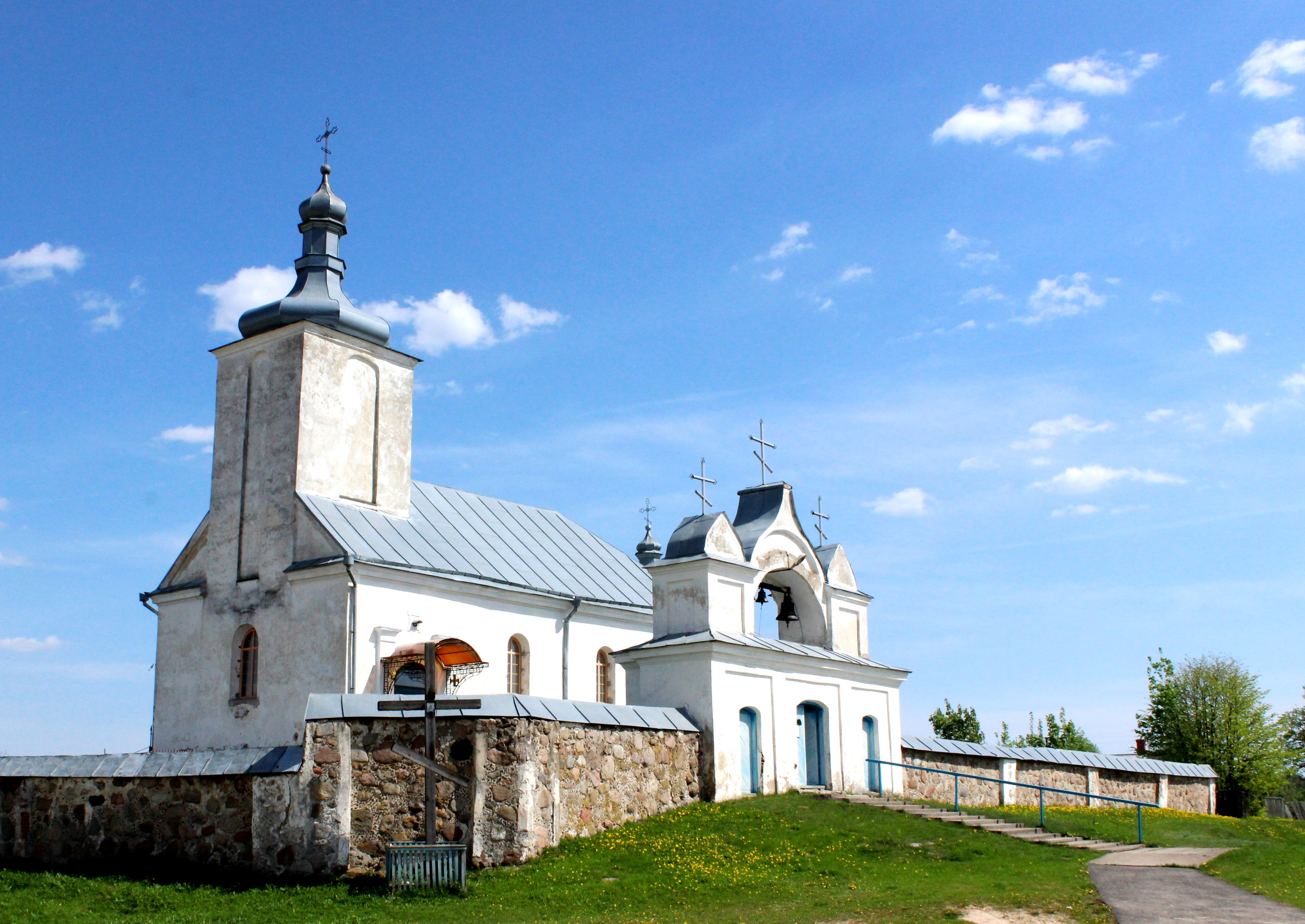
Cerkiew Zaśnięcia Najświętszej Maryi Panny w Świerżeniu Nowym
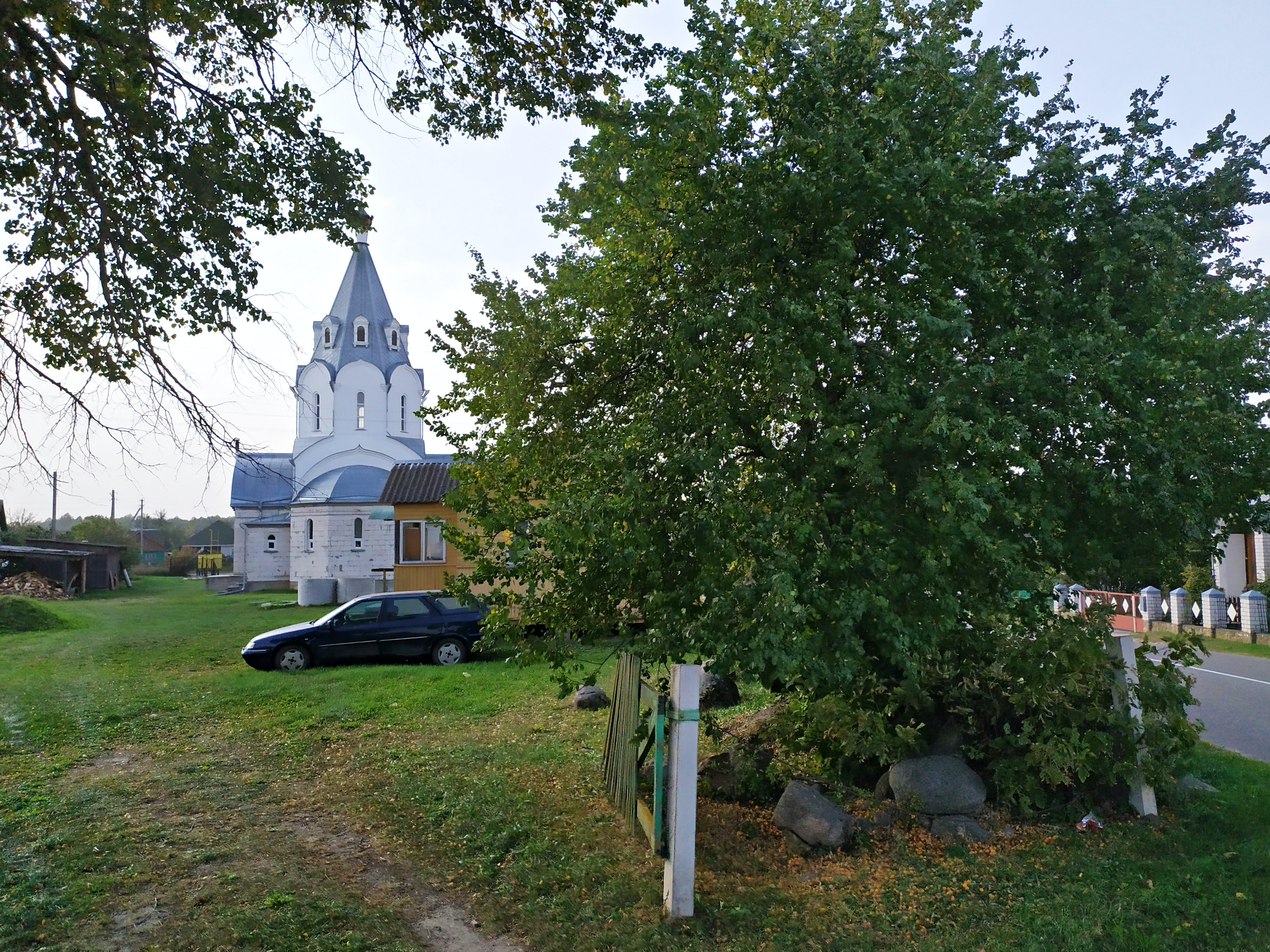
Cerkiew Narodzenia Najświętszej Maryi Panny w Świerżeniu Starym
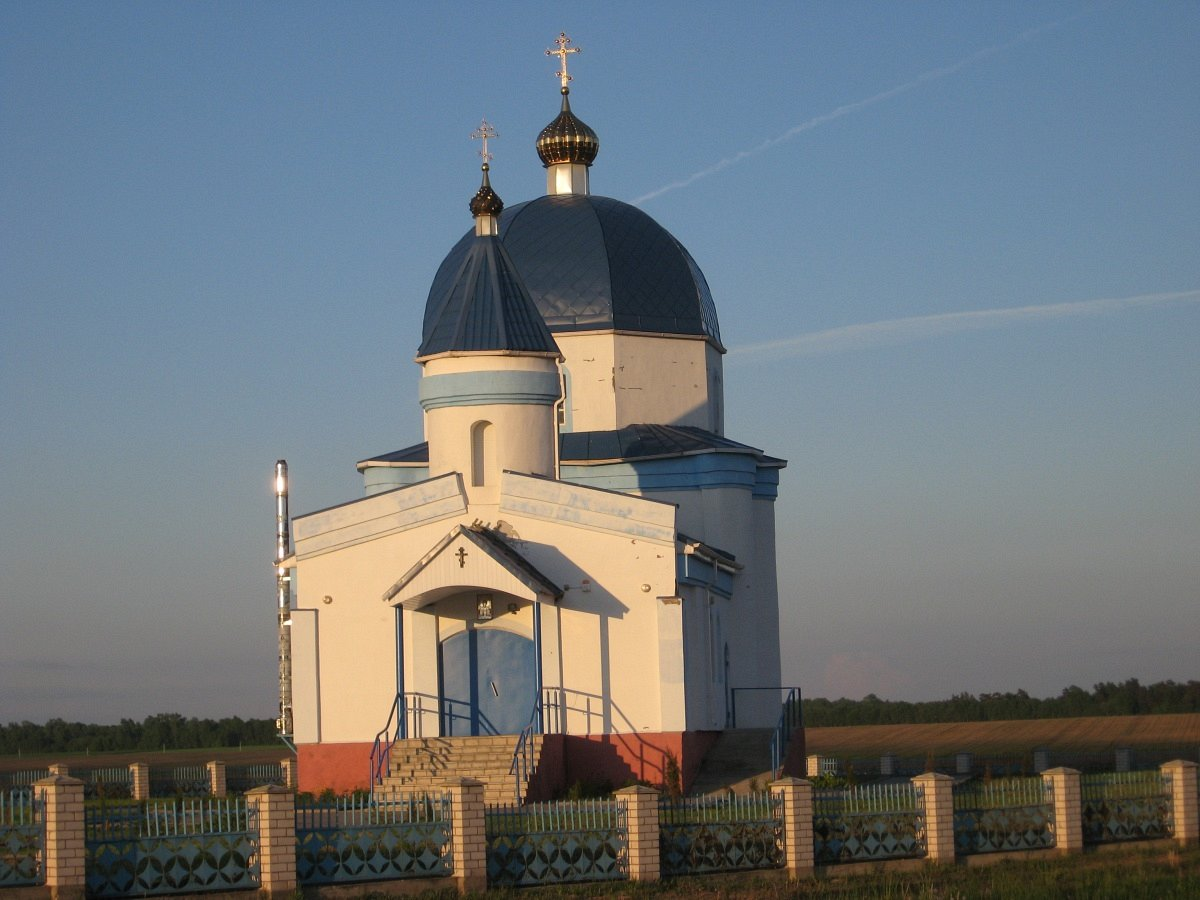
Cerkiew Ikony Matki Bożej „Niewyczerpany Kielich” w Wielkim Dworze
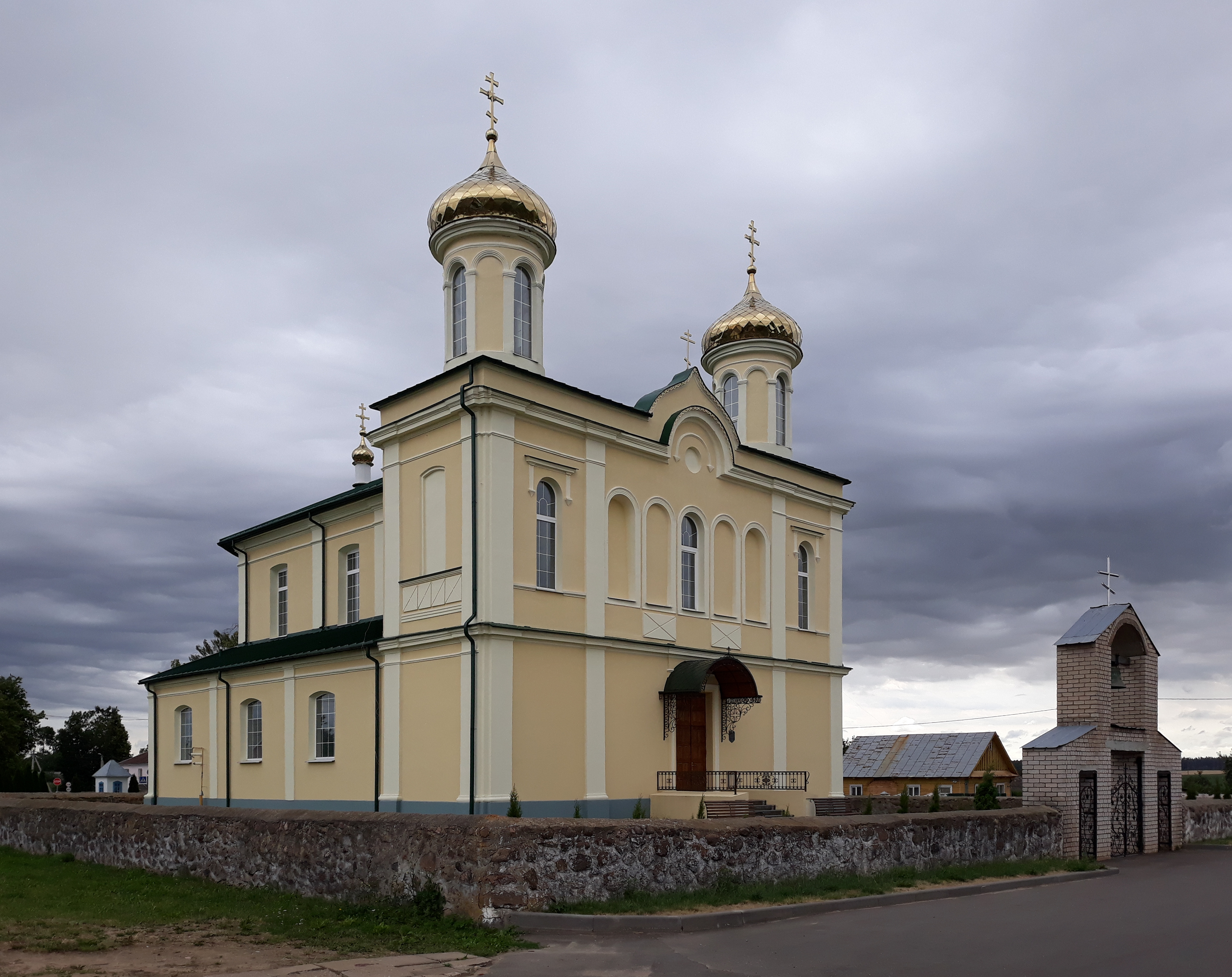
Cerkiew św. Jana Chrzciciela w Wiśniowcu
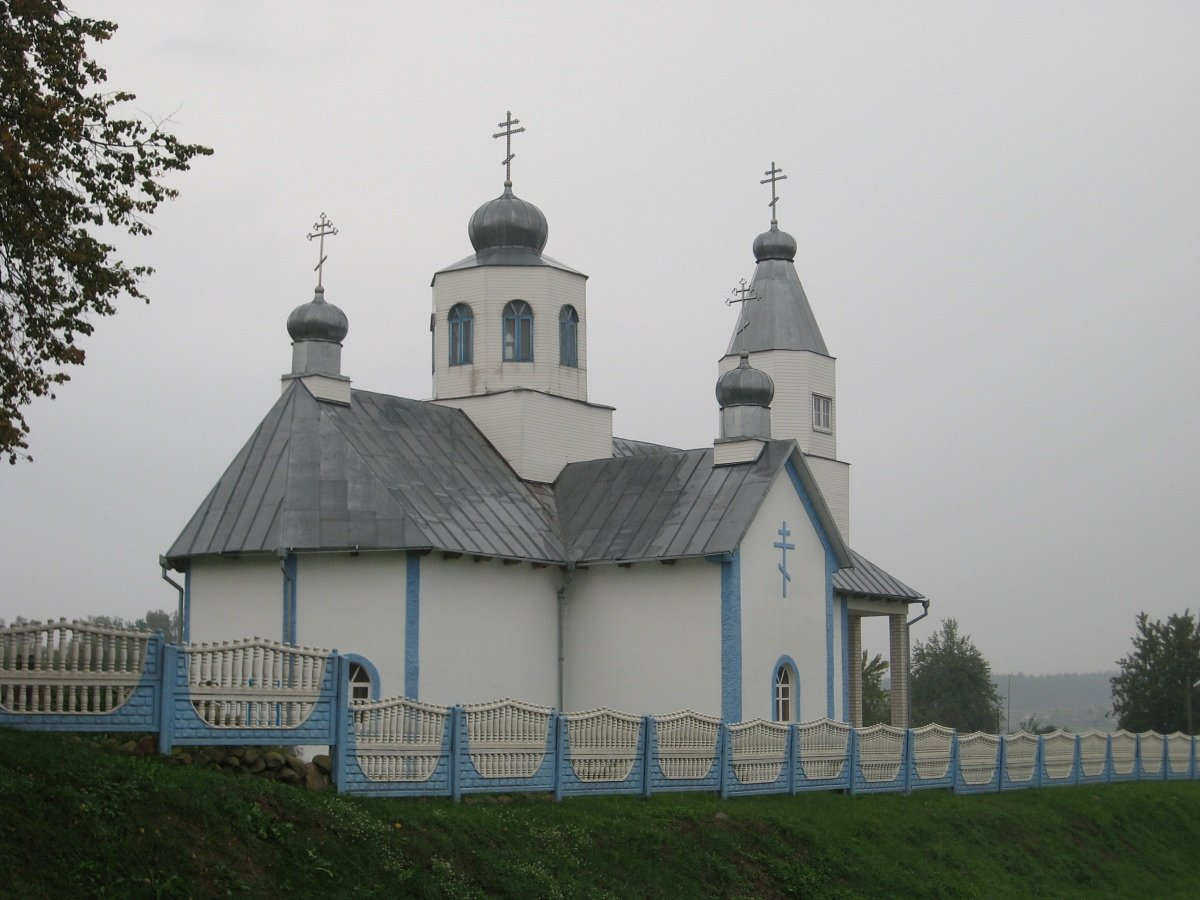
Cerkiew Narodzenia św. Jana Chrzciciela w Zasuliu